# 마라빌라역
마라빌라(Maravilla) 역은 로스앤젤레스 군 광역철도의 금선역 중 하나이다. 이 역은 주간고속도오 제710호선 근처의 이스트로스앤젤레스에 있는 3번가(3rd Street)와 포드 대로(Ford Boulevard)의 교차점에 위치하고 있다.
이 역은 골드 라인 이스트사이드 연장선(Gold Line Eastside Extension)의 일환으로 2009년에 개장했다.

### 역 구조
| 승강장 | 금선                            | ← 이스트 LA 시빅센터 역 East LA Civic Center ← 애틀랜틱행 (종착점행) |
| 승강장 | 섬식 승강장, 왼쪽 출입문이 열림 |                                                                      |
| 승강장 | 금선                            | → 인디애나 역 Indiana → APU/시트러스 칼리지행 (기점행)               |

## 열차 운행 정보
금선 운행은 오전 5시부터 시작하여 오전 12시 15분까지이다.

## 연결 가능한 대중교통
| 메트로 Metro Bus                    | 일반 메트로버스: 256 |
| 몬테빌로 트랜싯 Montebello Transit: | 40                   |
| 기타:                               | El Sol               |